# 추적 사건과 사람들
《추적 사건과 사람들》은 대한민국의 SBS에서 방송된 시사교양 프로그램이다. 1996년 2월 5일부터 1999년 10월 4일까지 방송되었으며, 사건과 범죄를 분야로 취재하고 있다.
프로그램 초창기에는 저녁 시간대에 재연극 형식으로 방송되었으나, 기대만큼의 시청률을 기록하지 못하자 같은 해 가을 개편을 계기로 방송 시간을 밤 시간대로 옮기고, 형식을 재연극에서 다큐멘터리로 전환하였다.

## 방송 일정
- 1996년 2월 5일 ~ 1996년 9월 30일 : 매주 월요일 저녁 7시 10분 ~ 8시 (50분)
- 1996년 10월 19일 ~ 1998년 1월 31일 : 매주 토요일 밤 10시 55분 ~ 11시 55분 (60분)
- 1998년 3월 2일 ~ 1998년 3월 30일 : 매주 월요일 밤 10시 55분 ~ 11시 50분 (55분)
- 1998년 4월 6일 ~ 1999년 10월 4일 : 매주 월요일 밤 10시 55분 ~ 12시 (65분)

## 역대 진행자
- 송지헌 (1996.2 ~ 1997.3)
- 김명곤 (1997.3 ~ 1998.1)
- 김상중 (1998.3 ~ 1998.11)
- 전광렬 (1998.12 ~ 1999.10)

## 참고 사항
방영 시기가 대한민국의 IMF 구제금융 요청 시기와 맞물리며, 모방 범죄 논란 등 사회적 우려가 제기되자, 이러한 요소들이 복합적으로 작용하여 재연 프로그램을 지속적으로 편성하는 데 어려움이 따랐다. 이에 따라 지상파 방송사인 KBS, MBC, SBS는 공정성을 강화하자는 취지에서 대부분의 재연 프로그램을 종영하게 되었으며, 해당 프로그램도 1999년 10월 4일 방송을 끝으로 종영되었다.

## 같이 보기
- 다큐 사건파일
- 제3취재본부

| SBS TV 월요일 저녁 7시대 프로그램                      | SBS TV 월요일 저녁 7시대 프로그램            | SBS TV 월요일 저녁 7시대 프로그램         |
| 이전 작품                                              | 작품명                                       | 다음 작품                                 |
| ------------------------------------------------------ | -------------------------------------------- | ----------------------------------------- |
| 생방송 여기는 희망본부 (1995.10.23 ~ 1996.1.29)        | 추적! 사건과 사람들 (1996.2.5 ~ 1996.9.30)   | 충전! 100%쇼 (1996.10.14 ~ 1996.11.4)     |
| SBS TV 토요일 밤 11시대 프로그램                       |                                              |                                           |
| 송지나의 취재파일 - 세상속으로 (1996.4.20 ~ 1996.10.5) | 추적! 사건과 사람들 (1996.10.19 ~ 1998.1.31) | 토요미스테리 극장 (1998.2.21 ~ 1998.5.16) |
| SBS TV 월요일 밤 11시대 프로그램                       |                                              |                                           |
| 그것이 알고싶다(2기) (1996.10.14 ~ 1997.9.29)          | 추적! 사건과 사람들 (1998.3.2 ~ 1999.10.4)   | 이홍렬쇼(2기) (1999.10.18 ~ 2000.10.9)    |